# Röck István (gyáros, 1812–1882)
Röck István János (Pest, 1812. november 1. – Budapest, 1882. november 10.) gépgyáros, fővárosi bizottsági tag.

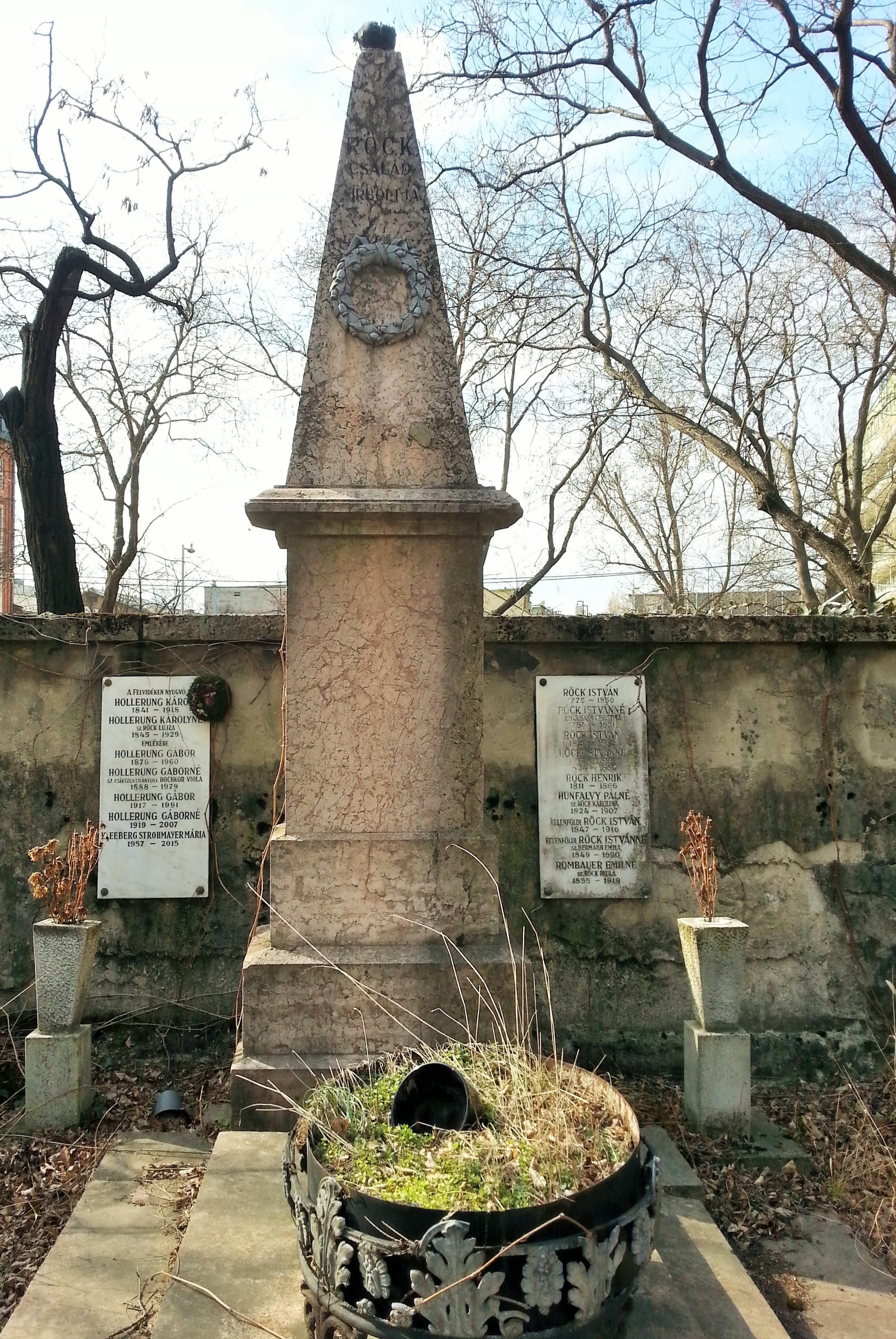
Sírja a Fiumei úti sírkertben

## Élete
Egy jómódú evangélikus vallású pesti nagypolgári családban született. Apja Röck István (1775–1850) gyáros, anyja Marmann Krisztina (1784–1831) volt. 1840-ben átvette édesapja pesti műhelyét, amely ezután kisebb gazdasági gépeket is gyártott. 1853-ban elkészítette az első kézi- és lóerejű cséplőgépet, majd 1857 végén nyomdaipari gépek gyártásával foglalkozott, 1859-ben pedig Shuttleworth angol gépgyáros jelenlétében sor került az első gőzcséplőgarnitúra próbaüzemére.
Az 1860-as évek végén már túlnyomórészt gőzmalom-berendezéseket állítottak elő, 1894-től pedig gőzgépkazánok, hajógépek, kútfúró gépek, selyemgyári berendezések és dohánygyári gépek is szerepeltek az itt gyártottak sorában.
Röck István meghonosította a hullámlemez fűtőcsöves kazánok gyártását, telepén pedig különböző munkaágakat egyesített: fém- és vasöntöde, kazánkovács-, vas- és faeszterga-, lakatos- és bádogos-, asztalos-, bognárműhelyt stb. Gyárának utódja lett a későbbi Április 4. Gépgyár.
Elhunyt 1882. november 10-én, örök nyugalomra helyezték 1882. november 12-én a Kerepesi úti temetőben.

## Házassága és gyermekei
1845 májusában, Bazinban, Pozsony vármegyében feleségül vette Enslin Elisabeth (*1824–†Pest, 1859. szeptember 14.) kisasszonyt. Házasságukból született:
- Röck Henrik
- Röck Lujza (1845–1929). Férje, Hollerung Károly (1841–1918), modori evangélikus főesperes-lelkész.
- kelenföldi Röck István (1846–1916), gépészmérnök, a Röck-gépgyár főnöke, az Osztrák Császári Vaskorona-rend és a Ferenc József-rend lovagja, 1901. március 1-jén nemességet szerzett.[4] Neje Hermann Emma (1849–1890).[5]
- kelenföldi Röck Gyula (1851–1915), gépészmérnök, a budapesti Röck-gépgyár főnöke, 1901. március 1-jén nemességet szerzett. Felesége, Herglócz Irma.
- Dr. Röck Géza (1852–1909), ügyvéd.[6] Neje, Láng Ilona.
- Röck Paula (1855–1919). Férje, Rombauer Emil (1854–1914), természettan- és vegytantanár, tankerületi főigazgató.